# Angerona pallidaria
Angerona pallidaria là một loài bướm đêm trong họ Geometridae.